# Martín Rucker Sotomayor
Monseñor Martín Rucker Sotomayor (Santiago, 26 de enero de 1867 - † Chillán, 6 de enero de 1935) fue un sacerdote católico, primer obispo de Chillán y rector de la Pontificia Universidad Católica de Chile desde 1914 hasta 1921.

## Su vida y ministerio sacerdotal
Sus padres fueron Martín Rucker y Mariana Sotomayor Valdés.
Estudió en el Seminario de Valparaíso para ser ordenado sacerdote el 20 de diciembre de 1890. Fue profesor, tesorero y ministro del Seminario de Valparaíso. Fue designado vicario apostólico de Tarapacá (1906-1910) y vicario general de la Arquidiócesis de Santiago de Chile desde 1910 a 1914. En 1914 es nombrado rector de la Pontificia Universidad Católica de Chile cargo que desempeñaría hasta 1919. Además, fue decano de la Facultad de Teología de la Universidad de Chile, entre 1918 y 1920.

## Episcopado
El Papa Pío XI lo nombró Obispo titular de Mariamés el 16 de marzo de 1923. Fue consagrado en la Catedral de Burgos, España el 25 de julio de 1923. Su lema episcopal era: In labore requies.
En 1923 fue gobernador de la Gobernación Eclesiástica de Chillán, dependiente de la diócesis de Concepción. Al ser creada la diócesis de Chillán, en 1925 por Su Santidad Pío XII, Monseñor Rucker fue designado su primer Obispo en el Consistorio del 14 de diciembre de 1925. Tomó posesión de la diócesis el 25 de abril de 1926. 
Dentro de su legado en la ciudad de Chillán, se encuentra la creación de la Sección Eclesiástica del Seminario del Sagrado Corazón de Jesús, actual Colegio Seminario de Chillán.
Gobernó la diócesis hasta su muerte el 6 de enero de 1935 cuando casi cumplía los 68 años. Sus restos están sepultados en la Catedral de Chillán y fue sucedido en el cargo por Monseñor Jorge Larraín en 1937.